# アン・シドニー
アン・シドニー（Ann Sidney、1944年3月27日 - ）は、英国の女優、テレビ司会者。ミス・ワールド1964として知られる。

## 経歴
5歳のころにドーセット州プールに越してくる。スケートを習い、スポーツのキャリアを追求することに情熱を傾けたが、両親に余裕がなかったため断念。実際、彼女の一家は労働者階級で、心臓に問題を抱えて戦争から戻ってきた父は早いうちに死んでしまうだろうと予想できた。
プールのMartin Road SchoolおよびMartin Kemp-Welch secondary schoolを経て15歳のときSt Aldhelm's Academy卒業。はじめ、ドーセット州ボーンマスの美容院で職場訓練を受けるが、それはアンが望んでいたことではなかった。1964年、モデルの職を求めてロンドンに行ったとき、仕事を得るのに苦労した。がっしりとした体格の彼女は、典型的な細身のモデルに比べてニーズがなかった。
1964年11月、ロンドンで行われたミス・ワールド1964で優勝。この時のテレビ中継は英国だけで2720万人が見たとされる。彼女の両親も自宅のテレビで娘の晴れ舞台を見ていた。これは（当時報道されたように）アンにあまりプレッシャーをかけたくなかったからではなく、単にロンドンまで行く余裕がなかったからである。その夜のうちに国際羊毛事務局の大使として1年間の契約をオファーされる。
ミス・ワールドのタイトルを獲得してから数週間以内に、アンはハリウッドに向かう飛行機に乗っていた。到着すると、ボブ・ホープの家に連れていかれた。そこで突然、ベトナムの軍隊を慰問するショーのリハーサルをしていることに気づく。次の数ヶ月の間に、5回にわたって世界各国を歴訪（これはミスとしての任務）。ベトナムではボブ・ホープのUSOツアーに参加。
ミスとしての任期が終わると、テレビ及び映画で演技のキャリアを開始。1967年にはウェスト・エンド・シアターで長期公演を実現した喜劇『Not Now, Darling』に出演。『ジャック・ブレルは今日もパリに生きて歌っている』や『サウンド・オブ・ミュージック』を含むミュージカルの舞台にも多数出演。MGMグランドで6年間リードボーカルとして働いたこともある。
1978年、テレビのゲームショー『The Better Sex』のオーストラリア版の共同司会を務める。
1989年、ラスベガスのMirage Hotelに勤務。2014年現在、夫とともにロンドン在住。

## フィルモグラフィ
- 映画
  - 1985:Treasure of the Amazon
  - 1984:Vultures
  - 1970:Performance
  - 1968:Sebastian
- テレビシリーズ
  - 2004:All Saints
  - 1975:Are You Being Served?
  - 1973:Ryan
  - 1972:Birds in the Bush
  - 1972:The Spoiler
  - 1973:Spyforce
  - 1970:Bellbird
  - 1967:Seven Deadly Virtues
  - 1967:おしゃれ(秘)探偵 The Avengers
- テレビ映画
  - 1979:The Plank
  - 1970:Ein Wochenende

（）